# باک فیلمز
باک فیلمز (انگلیسی: BAC Films) شرکت فیلم‌سازی فرانسوی است، که در سال ۱۹۸۶ تأسیس شد.